# Guillaume Amontons

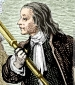
Guillaume Amontons

Guillaume Amontons (París, 31 d'agost de 1663 - París, 11 d'octubre de 1705) va ser un físic i inventor francès.
Fill d'un advocat que havia abandonat Normandia, la seva província natal, per establir-se a París. Aviat es va interessar en la millora dels instruments emprats en els experiments físics.
L'any 1687 va presentar a l'Academy of Sciences un higròmetre que ell mateix havia inventat, i l'any 1695 va publicar el llibre Remarques et expériences phisiques sur la construction d'une nouvelle Clepsidre, sur les Baromètres, Thermomètres & hygromètres.
Ja l'any 1699 va publicar diverses investigacions sobre fricció, i el 1702-1703 dos notables documents sobre la termometria. Va dur a terme experiments amb un termòmetre d'aire, en el qual la temperatura es mesurava mitjançant la longitud d'una columna de mercuri; va assenyalar que l'extrem fred d'un termòmetre de tals característiques hauria d'eliminar per complet l'emanació d'aire. Va ser per tant, el primer a reconèixer que l'ús de l'aire com substància termomètrica conduïx a la deducció de l'existència del zero absolut.
L'any 1704 va advertir que els baròmetres poden veure's afectats per la calor, així com pel pes de l'atmosfera, i l'any següent va analitzar baròmetres sense mercuri per al seu ús en el mar.
Amontons, que a causa d'una malaltia es va quedar completament sord a una edat molt primerenca, va morir a París l'11 d'octubre de 1705.